# Thornton-le-Moor
Thornton-le-Moor is een civil parish in het bestuurlijke gebied Hambleton, in het Engelse graafschap North Yorkshire.